# Sweet Kitty Bellairs (film 1916)
Sweet Kitty Bellairs è un cortometraggio muto del 1916 diretto da James Young.  Tratto da The Bath Comedy un romanzo messo in scena in una commedia di David Belasco, il soggetto verrà ripreso nel 1930 in Sweet Kitty Bellairs, un remake sonoro diretto da Alfred E. Green.
È il secondo film interpretato da Mae Murray.

## Produzione
Il film fu prodotto dalla Jesse L. Lasky Feature Play Company

## Distribuzione
Distribuito dalla Paramount Pictures, il film uscì nelle sale cinematografiche USA il 21 maggio 1916.

### Data di uscita
IMDb
- USA	21 maggio 1916
- Portogallo	5 settembre 1919

Alias
- Catarina	Portogallo